# Novobeisúgskaya
Novobeisúgskaya (del ruso: Новобейсугская) es una stanitsa del raión de Výselki del krai de Krasnodar, en Rusia. Está situada en las llanuras de Kubán-Priazov, a orillas del río Beisuzhok Izquierdo (tributario del Beisug), 21 km al sureste de Výselki y 82 km al nordeste de Krasnodar, la capital del krai. Tenía 3 428 habitantes en 2010.
Es cabeza del municipio Novobeisúgskoye.

## Historia
La localidad fue fundada en 1879 por colonos de Ládozhskaya. Hasta 1920 pertenecía al otdel de Ekaterinodar del óblast de Kubán.

## Composición étnica
De los 3 555 habitantes que tenía en 2002, el 94.6 % era de etnia rusa, el 1.6 % era de etnia ucraniana, el 0.7 % era de etnia griega, el 0.6 % era de etnia armenia, el 0.2 % era de etnia bielorrusa, el 0.2 % era de etnia azerí, el 0.2 % era de etnia georgiana, el 0.2 % era de etnia tártara y el 0.1 % era de etnia alemana.